# Steve Davis (snooker)
Pour les articles homonymes, voir Steve Davis.
Steve Davis est un joueur professionnel de snooker de nationalité anglaise, né le 22 août 1957 à Plumstead, Londres.
Il a remporté plus de titres professionnels dans sa carrière que n’importe quel autre joueur, dont 6 titres de champions du monde dans les années 1980. Il n’est dépassé en cela que par Stephen Hendry avec 7 titres de champion du monde dans les années 1990  et Ronnie O'sullivan toujours en activité.
Les années 1980 furent sa période faste : numéro un mondial pendant sept ans et 8 finales de championnat du monde, faisant de lui le premier millionnaire de ce sport.

## Carrière

### Période amateur
Après une brillante carrière en amateur, durant laquelle il remporte les titres de champion de snooker et de blackball (avec notamment le championnat de billard de moins de 19 ans en 1976), Davis commence à jouer à la branche de Romford du Luciana Snooker Empire. Le talent du jeune homme est vite porté à l’attention de Barry Hearn (qui deviendra son futur manager), par Vic Harris, un autre joueur de snooker. Il mit un terme à sa carrière amateur avec les honneurs internationaux, et en remportant le titre WMC & IU en snooker. L’une de ses dernières victoires en tant qu’amateur fut face à Tony Meo lors du Potins Open Championship.

### Début de carrière
Davis passe professionnel en septembre 1978. Il fait sa première apparition à la télévision dans l’émission Pot Black, opposé à un joueur éponyme Fred Davis (sans lien de parenté). Un an plus tard, il fait ses débuts au championnat du monde et s’incline dès le premier tour 11-13 face à Dennis Taylor.

### Les années glorieuses (années 1980)
Steve commence à attirer l’attention du public après sa performance lors du championnat du monde 1980, lorsqu’il atteint les quarts-de-finale, battant au passage le champion en titre Terry Griffiths. Sa progression est stoppée par Alex Higgins.
Il remporte son premier titre majeur la même année, le  championnat du Royaume-Uni, en ayant battu à plates coutures ses principaux rivaux, Terry Griffiths 9-0 en demi-finale, et Alex Higgins 16-6 en finale. S’ensuit une période de 18 mois de domination, comme jamais le sport n’en avait connue : il remporte la Wilson’s Classic, le Yamaha International Masters ainsi que le titre d’English Professional en 1981, et devient le favori des bookmakers pour remporter le championnat du monde 1981. Après avoir obtenu une victoire difficile au premier tour 10-8, face au tout jeune Jimmy White,  il se débarrasse facilement d’Alex Higgins au second tour, et dispose de Terry Griffiths en quarts-de-finale, avant de survivre au piège tendu par le champion du monde en titre Cliff Thorburn, au prix d’une demi-finale éreintante (Davis passa plus d’une heure sans empocher une seule bille). La victoire en finale 18-12 face à Doug Mountjoy confirme son statut de joueur exceptionnel. Il atteindra sept fois le stade de la finale sur les huit éditions suivantes.
Il poursuit sur la lignée du Championnat du Monde en remportant le Jameson International 9-0 face à Dennis Taylor. Il conserve également son titre de Champion du Royaume-Uni par des victoires écrasantes 9-0 en demi-finale face à Jimmy White, puis 16-3 face à Griffiths en finale.
Pendant six mois, Davis et Griffiths vont monopoliser les places en finale dans la plupart des tournois majeurs. En janvier 1982, Davis réalise le premier 147 télévisé du sport, lors du Lada Classic au Queen Elizabeth Hall (Oldham), face à John Spencer. Le premier 147 télévisé aurait dû revenir à John Spencer lors de cette même partie, mais un problème technique lui ôta ce titre au profit de Davis. Steve perd cependant en finale 9-8 face à Griffiths. La table utilisée se trouve maintenant au Oldham Rugby League Club. Davis se rachète rapidement de cette défaite en février, en battant Griffiths lors de la finale du Masters, le premier de ses trois titres dans cette compétition.
Sa période de domination s’achève en avril 1982, alors qu’il perd 10-1 face à Tony Knowles au premier tour du championnat du monde 1982, victime de la malédiction du Crucible (en) : chaque joueur ayant remporté pour la première fois le championnat du monde ne parvient pas à conserver son titre l’année suivante.
Plus tard cette même année, il ne parvient pas à remporter un troisième titre consécutif de champion du Royaume-Uni, échouant face à Griffiths en quart-de-finale. Après ces deux revers, il gagne le premier de ces quatre titres de champion du monde par équipe, associé à Tony Meo. Davis récupère son titre de champion du monde l’année suivante, face à Cliff Thorburn 18-6. Il s’incline une nouvelle fois en finale du championnat du Royaume-Uni 1983 face à Alex Higgins 16-15, bien qu’il ait mené 7-0 au début de la partie.

### Déclin (1990-2016)
Bien qu’il n’ait pas remporté de tournois majeurs depuis le Masters 1997, Davis continue jusqu'en 2016 de jouer au snooker à un haut niveau, conservant quasiment chaque année sa place parmi les 4 meilleurs joueurs mondiaux jusqu'en 1996, avant d'entamer une lente régression (no 15 mondial en 2000, no 22 en 2010), assez marquée à partir de 2012 (no 44 en 2012, no 108 en 2016).
Dans le monde du billard américain, il instaura la rencontre annuelle Europe contre États-Unis de neuf billes (Coupe Mosconi). Davis a également entrepris une carrière à la télévision en tant qu’analyste sportif lors des couvertures de la BBC. Il compte quelques succès en tant que joueur de poker professionnel.
Depuis 2015, il lui arrive de se produire comme DJ dans des bars ou boîtes de nuit de Londres.

### Retraite sportive (2016)
Le 17 avril 2016, Davis annonce sa retraite sportive après une défaite 10-4 au premier tour de qualification pour le  championnat du monde de snooker 2016, et reçoit après cette annonce une standing ovation du public du Crucible Theatre.

## Image publique
L’émission satirique Spitting Image a souligné son côté calme et sans aspérité en le surnommant ironiquement Steve « Interesting » Davis (interesting signifiant « intéressant » en anglais).
En novembre 2013, il participe à I'm a Celebrity... Get Me Out of Here! 13 sur ITV.

## Palmarès
| Légende | Catégorie                      | Titres                         | Finales                        |
|         | Tournois classés               | 28                             | 13                             |
|         | Tournois non classés           | 54                             | 23                             |
|         | Tournois en équipes            | 11                             | 2                              |
|         | Tournois pro-am                | 3                              | 0                              |
|         | Tournois seniors               | 2                              | 2                              |
| Gras    | Tournois de la triple couronne | Tournois de la triple couronne | Tournois de la triple couronne |

### Titres
| Saison    | Nom du tournoi                                                | Lieu                | Finaliste                      | Score                 | Tableau |
| 1977-1978 | Tournoi Pontins pro-am (printemps)                            | Prestatyn           | Tony Meo                       | 7-6                   | Tableau |
| 1978-1979 | Tournoi pro-am Pontins (printemps) (2)                        | Prestatyn           | Jimmy White                    | 7-3                   | Tableau |
| 1980-1981 | Championnat du Royaume-Uni                                    | Preston             | Alex Higgins                   | 16-6                  | Tableau |
| 1980-1981 | Classique de snooker                                          | Bolton              | Dennis Taylor                  | 4-1                   |         |
| 1980-1981 | Trophée Yamaha Organs                                         | Derby               | David Taylor                   | 9-6                   |         |
| 1980-1981 | Championnat d'Angleterre                                      | Birmingham          | Tony Meo                       | 9-3                   | Tableau |
| 1980-1981 | Championnat du monde                                          | Sheffield           | Doug Mountjoy                  | 18-12                 | Tableau |
| 1980-1981 | Festival du snooker                                           | Thorness Bay        | Mike Darrington                | 6-4                   |         |
| 1981-1982 | Open international                                            | Derby               | Dennis Taylor                  | 9-0                   |         |
| 1981-1982 | Coupe du monde                                                | Reading             | Pays de Galles                 | 4-3                   |         |
| 1981-1982 | Championnat du Royaume-Uni (2)                                | Preston             | Terry Griffiths                | 16-3                  | Tableau |
| 1981-1982 | Pot Black                                                     | Birmingham          | Eddie Charlton                 | 2-0                   |         |
| 1981-1982 | Masters                                                       | Londres             | Terry Griffiths                | 9-5                   | Tableau |
| 1981-1982 | Classique Tolly Cobbold                                       | Ipswich             | Dennis Taylor                  | 8-3                   |         |
| 1981-1982 | Masters International (2)                                     | Derby               | Terry Griffiths                | 9-7                   | Tableau |
| 1981-1982 | Tournoi Pontins                                               | Prestatyn           | Ray Reardon                    | 9-4                   | Tableau |
| 1982-1983 | Masters d'Australie                                           | Sydney              | Eddie Charlton                 |                       |         |
| 1982-1983 | Masters d'Écosse                                              | Glasgow             | Alex Higgins                   | 9-4                   | Tableau |
| 1982-1983 | Championnat du monde par équipes (avec Tony Meo)              | Londres             | Terry Griffiths Doug Mountjoy  | 13-2                  | Tableau |
| 1982-1983 | Pot Black (4)                                                 | Birmingham          | Ray Reardon                    | 2-0                   | Tableau |
| 1982-1983 | Classique de snooker (2)                                      | Bournemouth         | Bill Werbeniuk                 | 9-5                   | Tableau |
| 1982-1983 | Classique Tolly Cobbold (2)                                   | Ipswich             | Terry Griffiths                | 7-5                   | Tableau |
| 1982-1983 | Masters d'Irlande                                             | Kill                | Ray Reardon                    | 9-2                   | Tableau |
| 1982-1983 | Championnat du monde (2)                                      | Sheffield           | Cliff Thorburn                 | 18-6                  | Tableau |
| 1983-1984 | Masters d'Écosse (2)                                          | Glasgow             | Tony Knowles                   | 9-6                   | Tableau |
| 1983-1984 | Open international (2)                                        | Newcastle upon Tyne | Cliff Thorburn                 | 9-4                   | Tableau |
| 1983-1984 | Coupe du monde (2)                                            | Reading             | Pays de Galles                 | 4-2                   | Tableau |
| 1983-1984 | Championnat du monde par équipes (2) (avec Tony Meo)          | Northampton         | Tony Knowles Jimmy White       | 10-2                  | Tableau |
| 1983-1984 | Classique de snooker (3)                                      | Warrington          | Tony Meo                       | 9-8                   | Tableau |
| 1983-1984 | Classique Tolly Cobbold (3)                                   | Ipswich             | Tony Knowles                   | 8-2                   | Tableau |
| 1983-1984 | Masters International (3)                                     | Derby               | Dave Martin                    | Tournoi toutes rondes | Tableau |
| 1983-1984 | Masters d'Irlande (2)                                         | Kill                | Terry Griffiths                | 9-1                   | Tableau |
| 1983-1984 | Championnat du monde (3)                                      | Sheffield           | Jimmy White                    | 18-16                 | Tableau |
| 1984-1985 | Masters de Hong Kong                                          | Hong Kong           | Doug Mountjoy                  | 4-2                   | Tableau |
| 1984-1985 | Masters d'Écosse (3)                                          | Glasgow             | Jimmy White                    | 9-4                   | Tableau |
| 1984-1985 | Open international (3)                                        | Newcastle upon Tyne | Tony Knowles                   | 9-2                   | Tableau |
| 1984-1985 | Championnat du Royaume-Uni (3)                                | Preston             | Alex Higgins                   | 16-8                  | Tableau |
| 1984-1985 | Championnat d'Angleterre (2)                                  | Ipswich             | Tony Knowles                   | 9-2                   | Tableau |
| 1985-1986 | Masters de Singapour                                          | Singapour           | Terry Griffiths                | 4-2                   | Tableau |
| 1985-1986 | Masters de Chine                                              | Canton              | Dennis Taylor                  | 2-1                   |         |
| 1985-1986 | Grand Prix                                                    | Reading             | Dennis Taylor                  | 10-9                  | Tableau |
| 1985-1986 | Championnat du Royaume-Uni (4)                                | Preston             | Willie Thorne                  | 16-14                 | Tableau |
| 1985-1986 | Championnat du monde par équipes (3) (avec Tony Meo)          | Northampton         | Tony Jones Ray Reardon         | 12-5                  | Tableau |
| 1985-1986 | Open de Grande-Bretagne (4)                                   | Derby               | Willie Thorne                  | 12-7                  | Tableau |
| 1986-1987 | Masters de Chine (2)                                          | Shanghai            | Terry Griffiths                | 3-0                   | Tableau |
| 1986-1987 | Masters du Canada                                             | Toronto             | Willie Thorne                  | 9-3                   | Tableau |
| 1986-1987 | Championnat du Royaume-Uni (5)                                | Preston             | Neal Foulds                    | 16-7                  | Tableau |
| 1986-1987 | Championnat du monde par équipes (4) (avec Tony Meo)          | Northampton         | Mike Hallett Stephen Hendry    | 12-3                  | Tableau |
| 1986-1987 | Classique de snooker (4)                                      | Blackpool           | Jimmy White                    | 13-12                 | Tableau |
| 1986-1987 | Masters d'Irlande (3)                                         | Kill                | Willie Thorne                  | 9-1                   | Tableau |
| 1986-1987 | Championnat du monde (4)                                      | Sheffield           | Joe Johnson                    | 18-14                 | Tableau |
| 1986-1987 | Ligue Matchroom                                               |                     | Neal Foulds                    | Tournoi toutes rondes |         |
| 1987-1988 | Masters de Hong Kong (2)                                      | Hong Kong           | Stephen Hendry                 | 9-3                   | Tableau |
| 1987-1988 | Open international (4)                                        | Stoke-on-Trent      | Willie Thorne                  | 12-5                  | Tableau |
| 1987-1988 | Championnat du Royaume-Uni (6)                                | Preston             | Jimmy White                    | 16-14                 | Tableau |
| 1987-1988 | Classique de snooker (5)                                      | Blackpool           | John Parrott                   | 13-11                 | Tableau |
| 1987-1988 | Masters (2)                                                   | Wembley             | Mike Hallett                   | 9-0                   | Tableau |
| 1987-1988 | Coupe du monde (3)                                            | Bournemouth         | Australie                      | 9-7                   |         |
| 1987-1988 | Masters d'Irlande (4)                                         | Kill                | Neal Foulds                    | 9-4                   |         |
| 1987-1988 | Championnat du monde (5)                                      | Sheffield           | Terry Griffiths                | 18-11                 | Tableau |
| 1987-1988 | Ligue Matchroom (2)                                           |                     | Stephen Hendry                 | Tournoi toutes rondes | Tableau |
| 1988-1989 | Open international (5)                                        | Stoke-on-Trent      | Jimmy White                    | 12-6                  | Tableau |
| 1988-1989 | Championnat Matchroom                                         | Southend-on-Sea     | Dennis Taylor                  | 10-7                  |         |
| 1988-1989 | Grand Prix (2)                                                | Reading             | Alex Higgins                   | 10-6                  | Tableau |
| 1988-1989 | Championnat du monde de match-play                            | Brentwood           | John Parrott                   | 9-5                   | Tableau |
| 1988-1989 | Grand Prix Norwich Union                                      | Monte Carlo         | Jimmy White                    | 5-4                   | Tableau |
| 1988-1989 | Coupe du monde (4)                                            | Bournemouth         | Reste du monde                 | 9-8                   |         |
| 1988-1989 | Championnat du monde (6)                                      | Sheffield           | John Parrott                   | 18-3                  | Tableau |
| 1988-1989 | Ligue Matchroom (3)                                           |                     | John Parrott                   | Tournoi toutes rondes | Tableau |
| 1989-1990 | Coupe de Hong Kong                                            | Hong Kong           | Alex Higgins                   | 6-3                   | Tableau |
| 1989-1990 | Open international (6)                                        | Stoke-on-Trent      | Stephen Hendry                 | 9-4                   | Tableau |
| 1989-1990 | Grand Prix (3)                                                | Reading             | Dean Reynolds                  | 10-0                  | Tableau |
| 1989-1990 | Masters d'Irlande (5)                                         | Kildare             | Dennis Taylor                  | 9-4                   |         |
| 1989-1990 | Ligue Matchroom (4)                                           |                     | Stephen Hendry                 | Tournoi toutes rondes | Tableau |
| 1991      | Masters mondiaux par équipes mixtes (avec Allison Fisher)     | Birmingham          | Jimmy White Caroline Walch     | 6-3                   |         |
| 1991      | Championnat du monde par équipes mixtes (avec Allison Fisher) |                     | Stephen Hendry Stacey Hillyard | 5-4                   |         |
| 1990-1991 | Masters d'Irlande (6)                                         | Kill                | John Parrott                   | 9-5                   | Tableau |
| 1990-1991 | Masters de Londres                                            | Londres             | Stephen Hendry                 | 4-0                   | Tableau |
| 1990-1991 | Ligue Masters d'Europe                                        | Divers sites        | James Wattana                  | Tournoi toutes rondes |         |
| 1991-1992 | Pot Black (3)                                                 | Birmingham          | Stephen Hendry                 | 2-1                   | Tableau |
| 1991-1992 | Masters de Thaïlande                                          | Bangkok             | Stephen Hendry                 | 6-3                   | Tableau |
| 1991-1992 | Challenge de Belgique                                         | Anvers              | Stephen Hendry                 | 10-9                  | Tableau |
| 1991-1992 | Classique de snooker (6)                                      | Bournemouth         | Stephen Hendry                 | 9-8                   | Tableau |
| 1991-1992 | Open d'Asie                                                   | Bangkok             | Alan McManus                   | 9-3                   | Tableau |
| 1993      | Championnat du monde par équipes mixtes (avec Allison Fisher) |                     | Stephen Hendry Stacey Hillyard |                       |         |
| 1992-1993 | Masters d'Inde                                                | Delhi               | Steve James                    | 9-6                   |         |
| 1992-1993 | Open d'Europe                                                 | Anvers              | Stephen Hendry                 | 10-4                  | Tableau |
| 1992-1993 | Open de Grande-Bretagne (5)                                   | Derby               | James Wattana                  | 10-2                  | Tableau |
| 1992-1993 | Masters d'Irlande (7)                                         | Kill                | Alan McManus                   | 9-4                   |         |
| 1993-1994 | Pot Black (4)                                                 | Birmingham          | Mike Hallett                   | 2-0                   |         |
| 1993-1994 | Open du pays de Galles                                        | Newport             | Alan McManus                   | 9-6                   | Tableau |
| 1993-1994 | Masters d'Irlande (8)                                         | Kill                | Alan McManus                   | 9-8                   |         |
| 1994-1995 | Open du pays de Galles (2)                                    | Newport             | John Higgins                   | 9-3                   | Tableau |
| 1996-1997 | Masters (3)                                                   | Wembley             | Ronnie O'Sullivan              | 10-8                  | Tableau |
| 1997-1998 | Internationaux de Chine                                       | Pékin               | Jimmy White                    | 7-4                   | Tableau |
| 1998-1999 | Super Challenge                                               | Canton              | Stephen Hendry                 | [ 5 ]                 | Tableau |
| 2013-2014 | Championnat du monde seniors                                  | Portsmouth          | Nigel Bond                     | 2-1                   | Tableau |
| 2017-2018 | Masters d'Irlande seniors                                     | Kill                | Jonathan Bagley                | 4-0                   | Tableau |

### Finales perdues
| Saison    | Nom du tournoi                         | Lieu            | Finaliste         | Score                 | Tableau |
| 1981-1982 | Trophée d'Irlande du Nord              | Belfast         | Jimmy White       | 9-11                  | Tableau |
| 1981-1982 | Classique de snooker                   | Oldham          | Terry Griffiths   | 8-9                   | Tableau |
| 1981-1982 | Masters d'Irlande                      | Kill            | Terry Griffiths   | 5-9                   | Tableau |
| 1982-1983 | Coupe du monde                         | Reading         | Canada            | 2-4                   | Tableau |
| 1983-1984 | Masters de Thaïlande                   | Bangkok         | Tony Meo          | 1-2                   | Tableau |
| 1983-1984 | Championnat du Royaume-Uni             | Preston         | Alex Higgins      | 15-16                 | Tableau |
| 1984-1985 | Masters de Singapour                   | Singapour       | Terry Griffiths   | Tournoi toutes rondes | Tableau |
| 1984-1985 | Coupe du monde (2)                     | Bournemouth     | Irlande unifiée   | 7-9                   | Tableau |
| 1984-1985 | Championnat du monde                   | Sheffield       | Dennis Taylor     | 17-18                 | Tableau |
| 1985-1986 | Masters de Hong Kong                   | Hong Kong       | Terry Griffiths   | 2-4                   | Tableau |
| 1985-1986 | Masters du Canada                      | Toronto         | Dennis Taylor     | 5-9                   |         |
| 1985-1986 | Tournoi des champions du monde         | Nottingham      | Dennis Taylor     | 5-9                   |         |
| 1985-1986 | Championnat du monde (2)               | Sheffield       | Joe Johnson       | 12-18                 | Tableau |
| 1986-1987 | Masters d'Australie                    | Sydney          | Dennis Taylor     | 2-3                   |         |
| 1986-1987 | Championnat Matchroom                  | Angleterre      | Willie Thorne     | 9-10                  | Tableau |
| 1988-1989 | Masters de Dubai                       | Dubai           | Neal Foulds       | 4-5                   |         |
| 1988-1989 | Masters du Canada (2)                  | Toronto         | Jimmy White       | 4-9                   | Tableau |
| 1989-1990 | Championnat du Royaume-Uni (2)         | Preston         | Stephen Hendry    | 12-16                 | Tableau |
| 1990-1991 | Grand Prix Norwich Union               | Monte-Carlo     | John Parrott      | 2-4                   | Tableau |
| 1990-1991 | Classique de Dubaï                     | Dubai           | Stephen Hendry    | 1-9                   | Tableau |
| 1990-1991 | Championnat du Royaume-Uni (3)         | Preston         | Stephen Hendry    | 15-16                 | Tableau |
| 1990-1991 | Challenge du centenaire                | Divers sites    | Stephen Hendry    | 11-19                 | Tableau |
| 1990-1991 | Ligue Matchroom                        |                 | Stephen Hendry    | Tournoi toutes rondes | Tableau |
| 1991-1992 | Challenge d'Europe                     | Waregem         | Jimmy White       | 1-4                   | Tableau |
| 1991-1992 | Masters d'Écosse                       | Motherwell      | Mike Hallett      | 6-10                  |         |
| 1991-1992 | Grand Prix                             | Reading         | Stephen Hendry    | 6-10                  | Tableau |
| 1991-1992 | Championnat du monde de match-play     | Doncaster       | Gary Wilkinson    | 11-18                 | Tableau |
| 1991-1992 | Ligue Matchroom (2)                    | Bournemouth     | Stephen Hendry    | Tournoi toutes rondes | Tableau |
| 1992-1993 | Championnat du monde de match-play (2) | Doncaster       | James Wattana     | 4-9                   |         |
| 1992-1993 | Open international (2)                 | Ravenscraig     | Stephen Hendry    | 6-10                  | Tableau |
| 1993-1994 | Classique de Dubaï (2)                 | Dubai           | Stephen Hendry    | 3-9                   | Tableau |
| 1993-1994 | Open de Thaïlande                      | Bangkok         | James Wattana     | 7-9                   | Tableau |
| 1994-1995 | Open international (2)                 | Bournemouth     | John Higgins      | 5-9                   | Tableau |
| 1995-1996 | Masters de Guangzhou                   | Canton          | Tony Drago        | 2-6                   |         |
| 1995-1996 | Masters d'Irlande (2)                  | Kill            | Darren Morgan     | 8-9                   |         |
| 1995-1996 | Ligue d'Europe                         | Irthlingborough | Ken Doherty       | 5-10                  |         |
| 2003-2004 | Open du pays de Galles                 | Cardiff         | Ronnie O'Sullivan | 8-9                   | Tableau |
| 2005-2006 | Championnat du Royaume-Uni (4)         | York            | Ding Junhui       | 6-10                  | Tableau |
| 2010-2011 | Championnat du monde seniors           | Bradford        | Jimmy White       | 1-4                   |         |
| 2011-2012 | Championnat du monde seniors (2)       | Peterborough    | Darren Morgan     | 1-2                   |         |